# Käthe Spiegelová
Käthe Spiegel (19. listopadu 1898 Praha – 21. října 1941 Lodžské ghetto) byla německá historička židovského původu.

## Život
Narodila se jako jediná dcera v rodině Ludwiga Spiegela (1864–1926), profesora Právnické fakulty Pražské německé univerzity. Maturitu složila 2. července 1915 na Veřejném německém dívčím lyceu v Praze.
Po dvou letech domácí výuky složila 2. července 1917 rozšiřující maturitní zkoušku a na podzim téhož roku zahájila studium dějin na Pražské německé univerzitě. Byla studentkou historika Samuela Steinherze (1857–1942). V roce 1921 byla promována.
Až do otcovy smrti pracovala Käthe Spiegelová jako jeho sekretářka, současně se připravovala na případnou akademickou dráhu.